# Ospitaletto
Ospitaletto là một đô thị thuộc tỉnh Brescia trong vùng Lombardia ở Ý. Đô thị này có diện tích 8 km², dân số thời điểm 31 tháng 12 năm 2004 là 12.268 người.
Đô thị này có các làng sau: Lovernato.
Đô thị này giáp với các đô thị sau: Castegnato, Cazzago San Martino, Passirano, Travagliato.